# 金錢之拳
金錢之拳（日语：マネーの拳）是三田紀房作畫的日本漫畫作品。2005年至2009年時在小學館的《Big Comic Superior》雜誌上連載。日文版單行本一共有12冊，到2010年時已發行完畢。中文版由台灣東販發行，亦已在2010年以前全部發行完畢。
同作者的《東大特訓班》是針對入學測驗所畫的，而本部作品則是對商業經營所畫。

## 故事簡介
原拳擊的世界冠軍花岡健在引退後開了居酒屋，但在經營上卻發生赤字。因為機緣而認識了因遙距教育而成功的企業家塚原為之介。在通過塚原的測試後，被要求錄用十名流浪漢以取得塚原出資一億日幣的條件。故事從買下其中一名已經負載累累的流浪漢的紡織工廠而開始。
不僅是紡織工廠，花岡健亦買下位於隔壁的印刷廠，建立自主生產T恤的架構。利用之前拳擊時代的人脈，得到綜合格鬥運動「豪腕」的官方T恤訂單，並藉由這個契機逐漸將公司擴大。在接受塚原的指引而得到「買賣的極致在於街上的香煙店」的想法之後，更進一步往擁有自己的店面發展，而成立T恤專賣店T-BOX。在業績急速成長之下，短短五年內就上市。
之後外資試圖併購T-BOX卻失敗。一橋商事的井川介入經營團隊，而造成內部不合。T-BOX就在這樣內部衝突不斷之下持續成長，最後在收購經營困難的牛仔褲公司時，花岡健以自身的社長職位離開了T-BOX，並隱藏身份離開日本。

## 出場人物
花岡健
主角。在日文原作中常以片假名稱呼。原來拳擊界的世界冠軍，T-BOX的創辦人，天生的生意人頭腦讓他在商場上無往不利，逢凶化吉，結尾辭去董事長職務，賣出手中T-BOX持股買下世界第5的運動休閒服飾公司R&M，在名為「經營」的戰場上永無止境的戰鬥下去。
塚原為之介
企業家，在T-BOX上市之後為重要的股東之一。對於企業經營有精闢的見解，是指引花岡健重要的導師，看好花岡健的天才生意頭腦而給他1億元創業，之後成為T-BOX的大股東。
大林隆二
原花岡健所僱用的十名流浪漢之一，也是最資深的創業元老，是T-BOX業務部門的負責人，被花岡健多次看穿吞併公司的野心，最後不情不願的接受指派領導新設的海外部門。
片岩八重子
原花岡健所買下的縫製工廠的職員之一，擁有高超的縫紉技術，對於自己工廠所生產的產品有相當自信。在取得特殊醫療用的特殊布料時發揮長才，做出一橋商事無法達到的水準。之後成為T-BOX生產部門的總負責人。
井川泰子
工作女強人，一切以公司利益為目的，在剛開始出場時是大企業一橋商事負責「豪腕」的負責人。很不喜歡像花岡健這種人，而利用大企業的優勢處處針對花岡健。在T-BOX上市之後試圖利用公司資源併購T-BOX但沒有成功，爾後成為T-BOX的董事並且積極參與公司內部事務，令T-BOX整個煥然一新，目的也是令T-BOX壯大後獲利更多，但在參與實際經營後享受到做生意的真正樂趣之後離開一橋，正式跳槽成為T-BOX的一份子，在花岡健主動辭去董事長職位後被點名接任為社長。
高野雅人
一橋商事井川的部下。因井川想要打敗花岡健而被任意使喚。雖然是在一橋商事工作，但相當欣賞花岡健的經營手腕，之後因為想要讓T-BOX這間公司能有更多的成長，正式跳槽到T-BOX。

## 外部連結
- （日語） ビッグコミックスペリオール：マネーの拳 （页面存档备份，存于）